# 国道239号
国道239号（こくどう239ごう）は、北海道網走市から紋別市、紋別郡興部町、名寄市、苫前郡苫前町を経て、留萌市に至る一般国道である。

## 概要

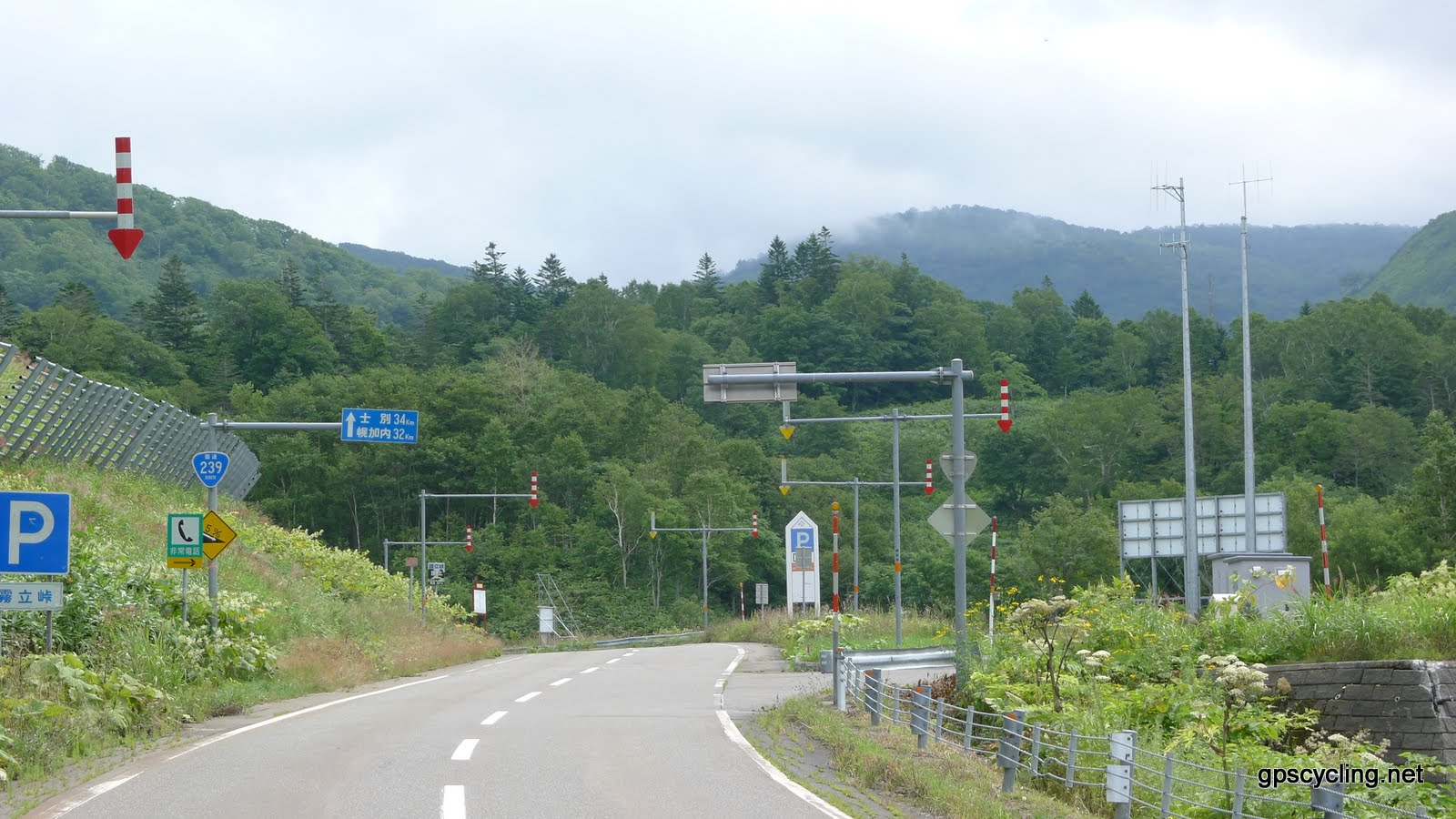
霧立峠

北海道の東部に位置しオホーツク海に面する網走市から、西部に位置し日本海に面する留萌市まで、道内北部を東西に横断する延長約344 kmの一般国道の路線で、1953年（昭和28年）に指定されたものでは最長である。北見山地の天北峠や天塩山地の士別峠・霧立峠を越えながら、途中、名寄市がある名寄盆地を通過する。オホーツク海側の網走 - 紋別 - 興部間は国道238号との重複、名寄 - 士別間は国道40号との重複、日本海側の苫前 - 留萌間は終点まで国道232号と重複する。

### 路線データ
一般国道の路線を指定する政令に基づく起終点および重要な経過地は次のとおり。
- 起点：網走市（網走市大曲1丁目16番37[2]、大曲1交差点 = 国道39号・国道240号・国道243号交点、国道238号起点）
- 終点：留萌市（留萌市元川町1丁目21番1[2]、国道231号・国道232号・国道233号終点、国道451号起点）
- 重要な経過地：北海道常呂郡佐呂間町、同道紋別郡上湧別町[注釈 2]、紋別市、同郡興部町、名寄市、士別市、同道雨竜郡幌加内町、同道苫前郡苫前町
- 総延長 : 343.5 km（重用延長を含む。）[3][注釈 3]
- 重用延長 : 193.5 km[3][注釈 3]
- 未供用延長 : なし[3][注釈 3]
- 実延長 : 150.1 km[3][注釈 3]
  - 現道 : 150.1 km[3][注釈 3]
  - 旧道 : なし[3][注釈 3]
  - 新道 : なし[3][注釈 3]
  - 指定区間延長 : 150.1 km[3][注釈 3]
  - 指定区間外延長 : なし[3][注釈 3]
- 指定区間：全線[4]

## 歴史
- 1953年（昭和28年）5月18日 - 二級国道239号網走留萠線（網走市 - 留萌市）として指定施行[5][注釈 4]。国立公文書館が所蔵し、公開している昭和28年の政令の御署名原本では、路線名は「網走留萌」となっている。[6]。昭和28年の政令を改正する昭和35年の政令の御署名原本では、路線名は「網走留萠」となっている[7]。
- 1960年（昭和35年） - 霧立峠を含む幌加内町添牛内 - 苫前町古丹別間の建設工事開始[8]。
- 1965年（昭和40年）4月1日 - 道路法改正により一級・二級区分が廃止されて一般国道239号として指定施行[1]。
- 1965年（昭和40年）7月17日 - 霧立峠が全通。当時は冬季通行止めだった[8]。
- 1971年（昭和46年）- 霧立峠の改良工事開始[8]。
- 1985年（昭和60年）12月 - 霧立峠の改良工事が進み、除雪を開始。全線で通年通行可能となる[9][8]。1986年（昭和61年）1月20日に「冬の霧立峠を観る会」を開催[9][8]。
- 1987年（昭和62年）- 霧立峠の全線舗装が完了[8]。

## 路線状況

### 通称
- 天北国道 : 国道238号交点 - 天北峠[10]
- 下川国道 : 国道40号重用区間を除く天北峠 - 国道275号交点[11]
- 観月国道 : 国道275号交点 - 霧立峠[12]
- 霧立国道 : 霧立峠 - 国道232号交点[13]

### 重複区間
- 国道238号（起点 - 紋別郡興部町興部）
- 国道242号（起点 - 紋別郡湧別町北兵村3区）
- 国道40号（名寄市西4条南1丁目 - 士別市大通西5丁目）
- 国道275号（雨竜郡幌加内町北星 - 雨竜郡幌加内町添牛内）
- 国道232号（苫前郡苫前町香川 - 終点）

### 道路施設

#### トンネル
- 霧立峠トンネル（苫前郡苫前町）

霧立峠の地滑りなどの危険個所や落石・雪崩などによる通行規制区間の回避・解消を目的とした霧立防災事業の一環で建設。2021年11月に竣工、2022年12月から士別市方面へ向かう上り線のみトンネルを通行するセパレート方式で供用され、2023年10月に全面切り替えとなった。

#### 道の駅
- オホーツク総合振興局
  - サロマ湖（常呂郡佐呂間町、国道238号・国道242号重複区間）
  - 愛ランド湧別（紋別郡湧別町、国道238号・国道242号重複区間）
  - おこっぺ（紋別郡興部町）
  - にしおこっぺ花夢（紋別郡西興部村）
- 上川総合振興局
  - もち米の里☆なよろ(名寄市、国道40号重複区間内)
  - 羊のまち 侍・しべつ（士別市、国道40号重複区間内）
- 留萌振興局
  - おびら鰊番屋（留萌郡小平町、国道232号重複区間）

## 地理

### 通過する自治体
- 北海道
  - オホーツク総合振興局
    - 網走市 - 北見市 - 常呂郡佐呂間町 - 紋別郡湧別町 - 紋別市 - 紋別郡興部町 - 紋別郡西興部村

  - 上川総合振興局
    - 上川郡下川町 - 名寄市 - 士別市 - 上川郡剣淵町 - 士別市 - 雨竜郡幌加内町

  - 留萌振興局
    - 苫前郡苫前町 - 留萌郡小平町 - 留萌市

### 交差する道路
オホーツク総合振興局
網走市
- 国道39号：大曲1丁目（大曲1起点）

（国道238号との重複区間は省略）
紋別郡興部町
- 国道238号：興部元町
- 北海道道883号宇津沢木線：宇津

紋別郡西興部村
- 北海道道137号遠軽雄武線：中興部
- 北海道道137号遠軽雄武線：西興部

上川総合振興局
上川郡下川町
- 北海道道330号下川停車場線：旭町
- 北海道道60号下川雄武線：幸町
- 北海道道101号下川愛別線：幸町（下川幸町交点）

名寄市
- 北海道道538号旭名寄線：東6条南9丁目（東6条南9丁目交点）
- 北海道道939号日進名寄線：大通南1丁目（大通南1丁目交点）
- 国道40号：西4条南1丁目（西4条南1丁目交点）

（国道40号との重複区間は省略）
士別市
- 国道40号：大通東6丁目（大通東6丁目・大通西5丁目交点）
- 北海道道536号剣淵原野士別線・北海道道976号西風連士別線：西4条6丁目（西3条5丁目・西4条6丁目交点）
- 北海道道293号温根別剣淵停車場線：温根別町
- 北海道道251号雨竜旭川線：温根別町
- 北海道道251号雨竜旭川線：温根別町

雨竜郡幌加内町
- 国道275号：北星（北星交点）
- 国道275号：添牛内（添牛内交点）

留萌振興局
苫前郡苫前町
- 北海道道742号霧立小平線：霧立
- 北海道道741号上遠別霧立線：霧立
- 北海道道437号羽幌原野古丹別停車場線・北海道道1049号苫前小平線：古丹別（苫前古丹別交点）
- 国道232号：上平

（国道232号との重複区間は省略）
留萌市
- 国道231号・国道233号：元川町1丁目（終点）

### 峠
- オホーツク総合振興局
  - 天北峠（紋別郡西興部村上興部 - 上川総合振興局上川郡下川町一の橋） - 除雪は常に2車線が確保されている
- 上川総合振興局
  - 士別峠（士別市温根別 - 雨竜郡幌加内町北星）
  - 霧立峠（雨竜郡幌加内町添牛内 - 留萌振興局苫前郡苫前町霧立） - 夜間除雪なし